# Adamo d’Arogno
Adamo d’Arogno (* in Arogno; † um 1236 in Trient) war ein aus dem Tessin stammender Bildhauer und Architekt der Romanik, der im Hochstift Trient tätig war.

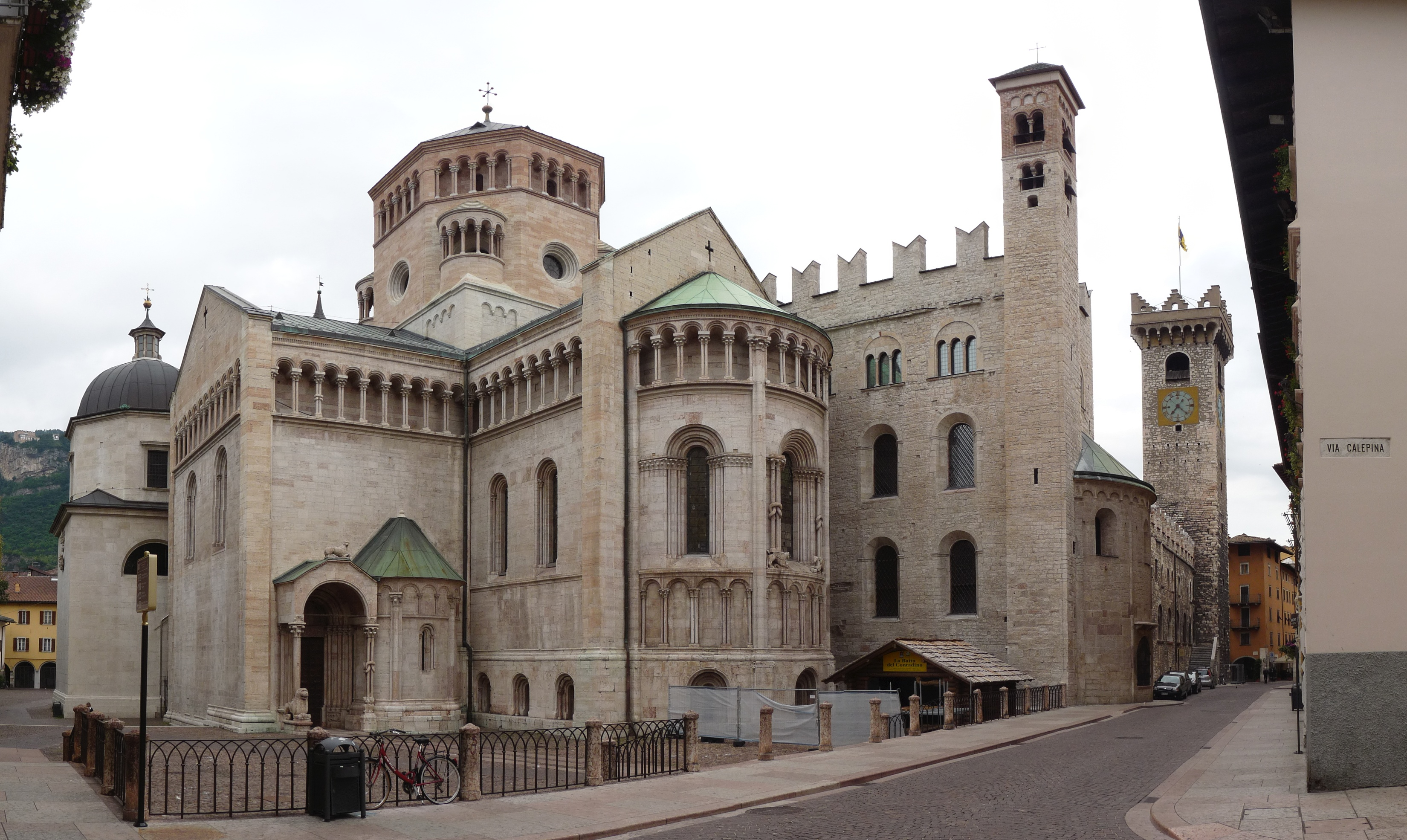
Adamo d’Arogno: Dom von Trient, 1212.

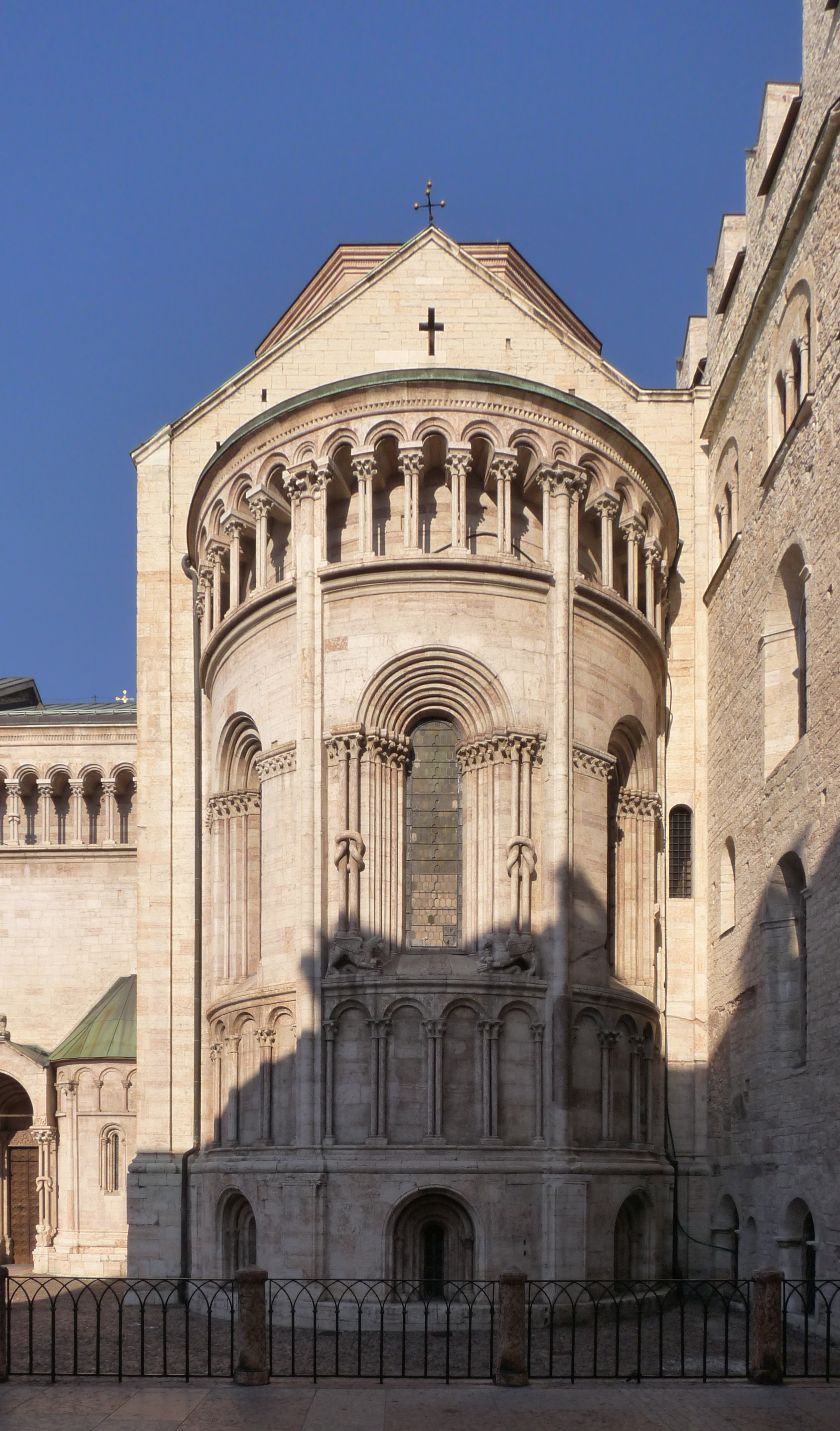
Adamo d’Arogno: Apsis des Doms von Trient

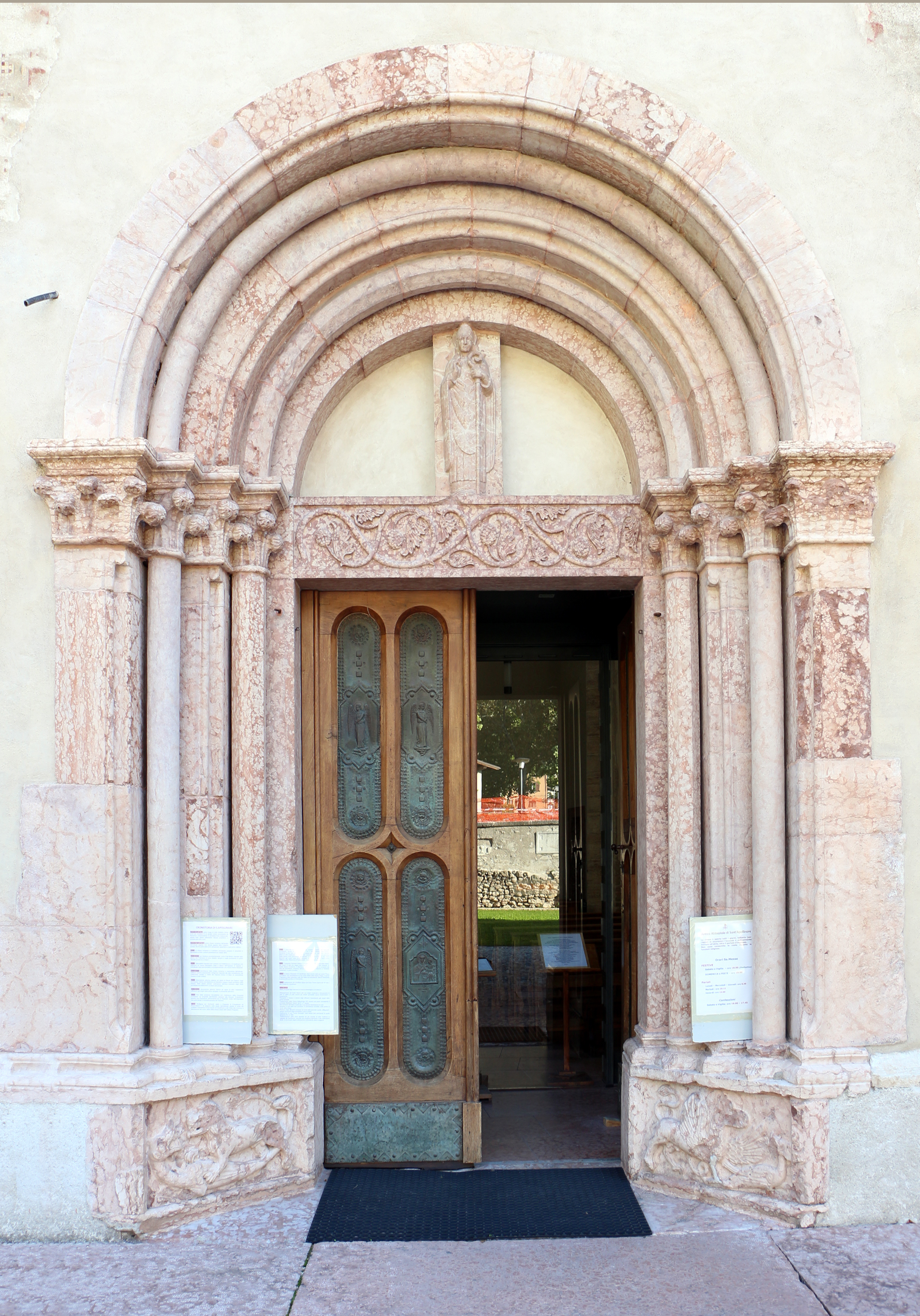
Adamo d’Arogno: Portal, Kirche Sant’Apollinare, Trient

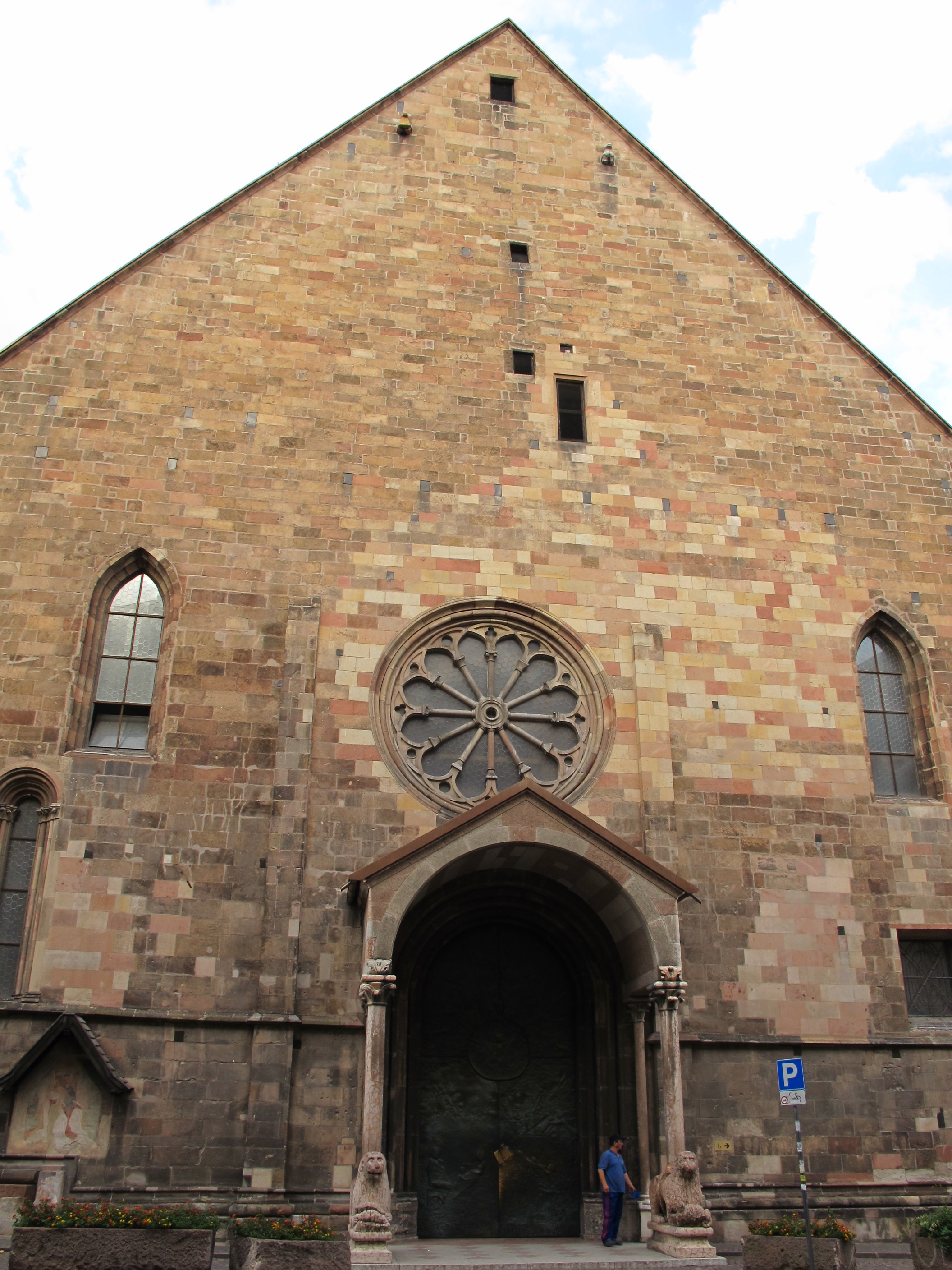
Adamo d’Arogno: Portal, Kirche Maria Himmelfahrt (Bozen)

## Leben
Adamo lebte zwischen dem 12. und 13. Jahrhundert und stammte aus einer Familie von Baumeistern. Adam de Arogno cumanae Diocesis wird in einer Urkunde aus dem Jahr 1212 erwähnt, in der ihm der Auftrag zur Vollendung des Doms von Trient mitgeteilt wird.
Der Bau des Doms war 1022 unter dem Bischof Udalrich II. begonnen und unter Bischof Altmann von Lurngau zwischen 1120 und 1149 fortgesetzt worden.
Ihm wird die Vollendung des Doms von Trient zugeschrieben, die der Fürstbischof Friedrich von Wangen in Auftrag gegeben hatte und dessen Bau begann und in Zusammenarbeit mit seinen Söhnen und Enkeln fortgesetzt wurde. Das Gebäude eingemauerte Grabinschrift 29. Februar 1212 im Dom von Trient sagt, wann er seine Arbeit begonnen habe. Mit Adamo da Arogno wurde das Gebäude tiefgreifend umgestaltet und zu einem klaren Beispiel romanisch-lombardischer Kunst.
Von Adamo sind wahrscheinlich einige Skulpturen an der Ostseite des Doms (Lünette mit Christus und Symbolen der Evangelisten am Nordportal, Madonna der Ertrunkenen, ebenfalls an der Nordseite), die eher in die Mitte des 13. Jahrhunderts zu datieren sind, da sie mit einer gewissen Rauheit an den spätantiken Stil erinnern. An Adamo führt das Portal mit stilisierten Löwen der Kirche Sant’Apollinare in Trient und das der Pfarrkirche in Bozen auf diese Weise zurück.
Der Platz südlich der Kathedrale, ein ehemaliger Friedhof, auf dem er begraben wurde, ist ihm gewidmet.